# Cristian Bățagă
Cristian Ioan Bățagă (Târgu Mureș, 10 de abril de 1988) es un deportista rumano que compitió en gimnasia artística. Ganó una medalla de bronce en el Campeonato Europeo de Gimnasia Artística de 2012, en la prueba por equipos.

## Palmarés internacional
| Campeonato Europeo | Campeonato Europeo | Campeonato Europeo | Campeonato Europeo   |
| Año                | Lugar              | Medalla            | Prueba               |
| ------------------ | ------------------ | ------------------ | -------------------- |
| 2012               | Bruselas (Bélgica) | Medalla de bronce  | Concurso por equipos |